# أميرة خليف
أميرة خليف (ولدت في 1 ديسمبر 1929) هي لاعبة رماية «إطلاق النار» في الألعاب الأولمبية الرياضية الأردنية، مثلت الأردن في الألعاب الأولمبية الصيفية 1980 التي أقيمت في موسكو.

## المشاركة الأولمبية

### الألعاب الأولمبية الصيفية 1980
كانت أميرة من أقدم المشاركين في الأردن في تلك البطولة، حيث تبلغ من العمر 50 سنة و 235 يوماً من بداية البطولة. وقد شاركت في لعبة «الرماية بالبندقية عيار صغير بوضعية الانبطاح لمسافة 50 مترا» وحققت المركز الـ32 من أصل 56 متسابق شاركوا في هذه اللعبة وحصلت على مجموع نقاط 591. كما شاركت في لعبة «الرماية بالبندقية عيار صغير ثلاثة أوضاع» وحققت المركز الـ 32 من أصل 39 متسابق شاركوا في هذه اللعبة وحصلت على مجموع نقاط 1104.
| الحدث                                                      | الترتيب | المجموع |
| ---------------------------------------------------------- | ------- | ------- |
| الرماية بالبندقية عيار صغير بوضعية الانبطاح لمسافة 50 مترا | 32      | 591     |

| الحدث                                   | وضعية الوقوف | وضعية الجثو | وضعية الإنبطاح | المجموع |
| --------------------------------------- | ------------ | ----------- | -------------- | ------- |
| الرماية بالبندقية عيار صغير ثلاثة أوضاع | 344          | 365         | 395            | 1104    |

## اقرأ أيضاً
- رماية

## الروابط الخارجية
Amera Khalif at olympic.org